# Митрович, Милорад
Милорад Митрович (серб. Милорад Митровић; 12 апреля 1908, Велико-Градиште — 9 августа 1993, Сплит) — югославский футболист, игравший на позиции защитника. Выступал, в частности, за клубы БСК, «Монпелье» и «Сет», а также национальную сборную Югославии, участник Олимпийских игр 1928 года.
Чемпион Франции. Двукратный чемпион Югославии.

## Клубная карьера
Во взрослом футболе дебютировал в 1924 году выступлениями за команду клуба БСК «Белград», в которой провел четыре сезона.
Своей игрой привлек внимание представителей тренерского штаба французского клуба «Монпелье», к составу которого присоединился в 1928 году. Сыграл за команду из Монпелье следующие четыре сезона своей игровой карьеры.
В течение 1932—1934 годов защищал цвета ещё одного французского клуба «Сет», в составе которого стал Чемпионом Франции. После чего вернулся к БСК, в составе которого уже выступал ранее. Пришел в команду в 1934 году, защищал её цвета до1937 года. За это время дважды завоевывал титул чемпиона Югославии.
Завершил профессиональную игровую карьеру в клубе БАСК.
Умер 9 сентября 1993 года на 86-м году жизни в городе Сплит.

## Выступления за сборную
В 1928 году дебютировал в официальных матчах в составе национальной сборной Югославии. В течение карьеры в национальной команде, которая длилась 8 лет, провел в форме главной команды страны всего 3 матча.
В составе сборной был участником футбольного турнира на Олимпийских играх 1928 года в Амстердаме.
Также в составе сборной становился победителем Балканского кубка. Во время турнира в Афинах в1934-35 годах югославы в первом матче соревнований проиграли Греции (1:2), но благодаря победам над Болгарией (4:3) и Румынией (4:0) сумели выйти на первое место в итоговой таблице. Митрович сыграл в двух матчах турнира.
Также выступал в составе сборной Белграда, за которую сыграл 10 матчей. В частности, в 1927 году стал победителем Кубка Югославской федерации, турнира для сборных крупнейших городов Югославии.

## Титулы и достижения
- Чемпион Франции (1):

«Сет»: 1934
- Чемпион Югославии (2):

БСК: 1935, 1936
- Победитель Балканского кубка (1):

Югославия: 1934-35
- Победитель Кубка Югославской федерации (1):

Сборная Белграда: 1927